# آسکاری
آسکاری، (به انگلیسی: Ascari) شرکت خودروسازی بریتانیایی است، که دفتر مرکزی آن در شهر بنبوری، بریتانیا قرار دارد. نام این شرکت از روی نام آلبرتو آسکاری (۱۹۱۸-۱۹۵۵) که دو بار مقام نخست را، در مسابقات فرمول یک کسب کرده بود، برداشته شده‌است.

## تاریخچه
آسکاری کارز در سال ۱۹۹۵ میلادی در دورست، انگلستان تأسیس شد. نخستین محصول آسکاری در سال ۱۹۹۸ با نام آسکاری اکوسه عرضه شد.
پس از رونمایی از اکوسه، فردی بنام کلاس زوارت که یک تاجر هلندی بود، این شرکت را خریداری نمود.
در سال ۲۰۰۰ میلادی، آسکاری دومین خودروی خود را که در بنبوری انگلستان ساخته بود، با نام آسکاری کی‌زد۱ عرضه کرد.

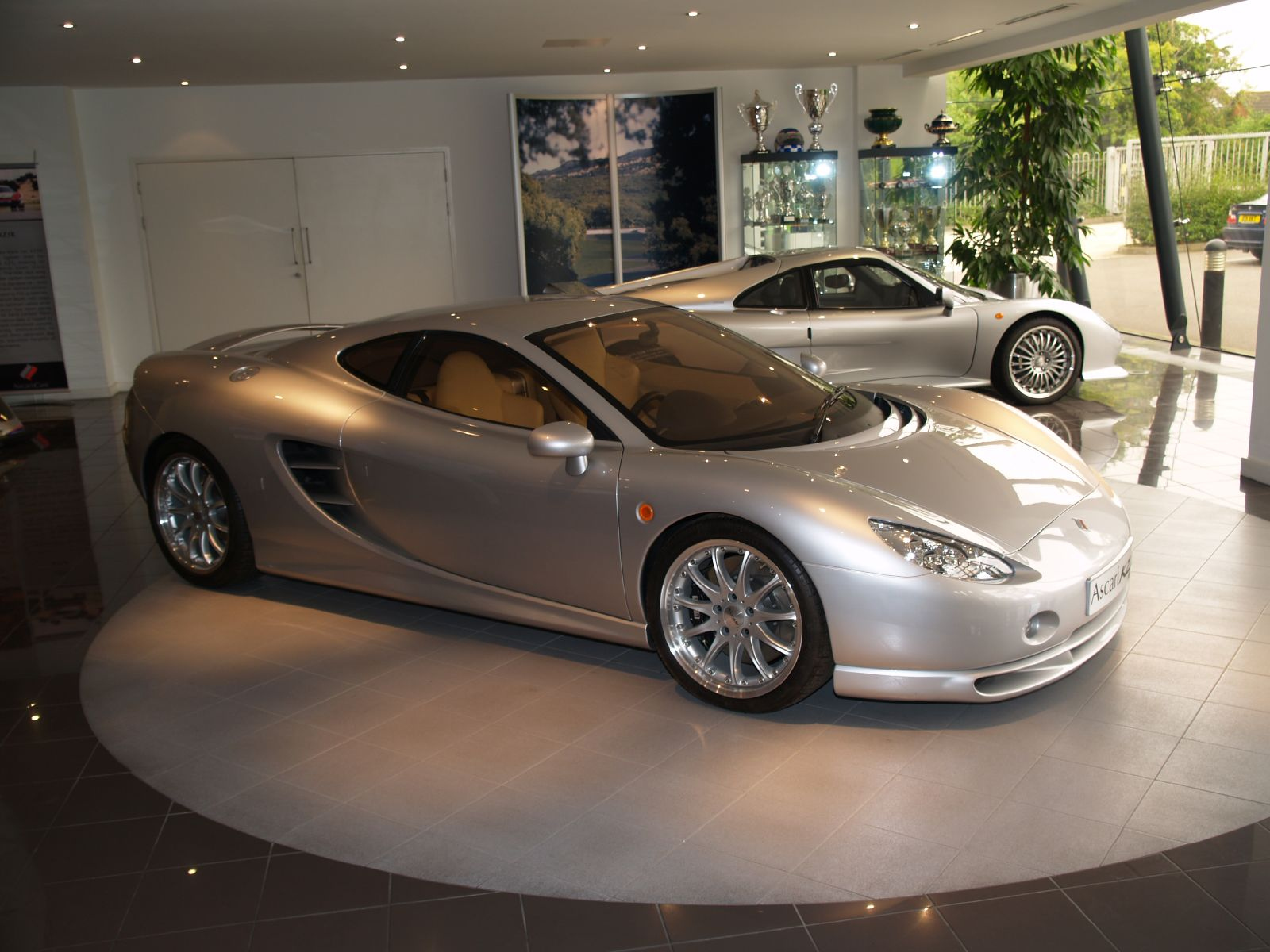
یک آسکاری کی زد۱ (خودروی نزدیکتر) و یک آسکاری اکوسه

### خودروهای جاده‌ای
| سال  | مدل             | جزئیات                                            |
| ---- | --------------- | ------------------------------------------------- |
| ۱۹۹۵ | آسکاری اف جی تی | نخستین خودروی کانسپت که برای مسابقه ساخته شده بود |
| ۱۹۹۸ | آسکاری اسکوسه   | نسخه تولید شده اف جی تی                           |
| ۲۰۰۳ | آسکاری کی‌زد۱    |                                                   |
| ۲۰۰۶ | آسکاری ای۱۰     | نسخه ارتقا یافته کی زد۱                           |

### خودروهای مسابقه ای
| سال  | مدل                 |
| ---- | ------------------- |
| ۱۹۹۵ | آسکاری اف جی‌تی      |
| ۲۰۰۰ | آسکاری ای۴۱۰        |
| ۲۰۰۳ | آسکاری کی‌زدآر-۱     |
| ۲۰۰۵ | آسکاری کی‌زد۱آرجی‌تی3 |